# Playing House
Playing House – amerykański komediowy serial telewizyjny wyprodukowany przez Universal Cable Productions, A24 Films, Parham St. Clair Productions oraz Open 4 Business Productions. Serial był emitowany od 29 kwietnia 2014 roku do 14 lipca 2017 przez USA Network. Pomysłodawcami serialu są Lennon Parham i Jessica St. Clair.
31 października 2017 roku, stacja USA Network ogłosiła zakończenie produkcji serialu po trzech sezonach.

## Fabuła
Serial skupia się wokół dwóch najlepszych przyjaciółek z dzieciństwa: Emmy i Maggie, która zakończyła swoje małżeństwo po zdradach swojego męża. W tej sytuacji Emma rzuca swój interes w Chinach, aby powrócić do rodzinnego miasta, pomagając wychować jeszcze nienarodzone dziecko Maggie.

## Obsada
- Lennon Parham jako Maggie Caruso
- Jessica St. Clair jako Emma Crawford
- Keegan-Michael Key jako Mark Rodriguez
- Zach Woods jako Zach Harper
- Brad Morris jako Bruce Caruso

## Role drugoplanowe
- Jane Kaczmarek jako Gwen Crawford[3]
- Gerry Bednob jako pań Najiani

## Odcinki
| Sezon | Sezon | Odcinki | Oryginalna emisja | Oryginalna emisja | Oryginalna emisja | Oryginalna emisja | Oryginalna emisja |
| Sezon | Sezon | Odcinki | Premiera sezonu   | Finał sezonu      | Premiera sezonu   | Finał sezonu      |                   |
| ----- | ----- | ------- | ----------------- | ----------------- | ----------------- | ----------------- | ----------------- |
|       | 1     | 10      | 29 kwietnia 2014  | 17 czerwca 2014   | brak danych       | brak danych       |                   |
|       | 2     | 8       | 4 sierpnia 2015   | 8 września 2015   | brak danych       | brak danych       |                   |
|       | 3     | 8       | 23 czerwca 2017   | 14 lipca 2017     |                   |                   |                   |

## Produkcja
9 grudnia 2014 roku, stacja USA Network zamówiła 2 sezon serialu.
14 stycznia 2016 roku, stacja USA Network zamówiła 3 serię